# Oude Markt (Poznań)

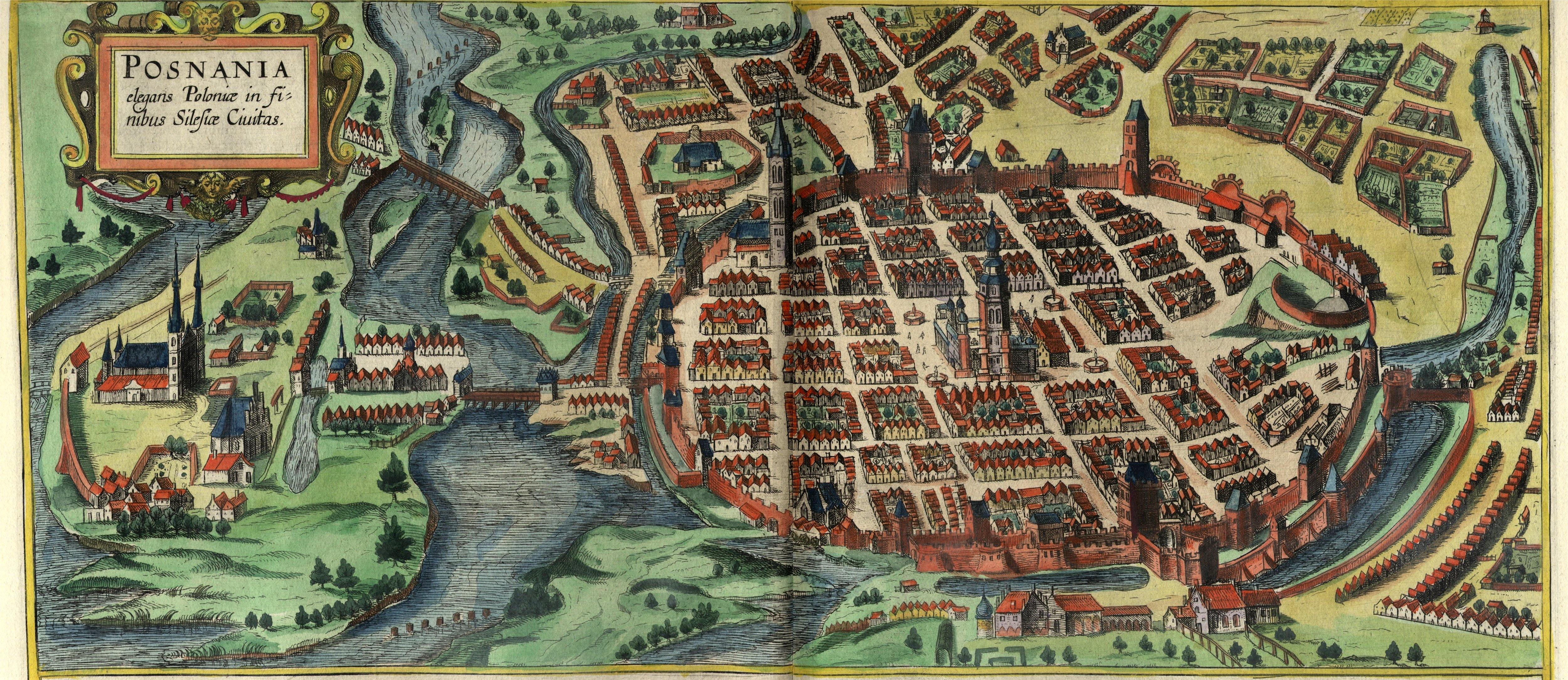
Oude Markt omstreeks 1618

De Oude Markt is een marktplein in de Poolse stad Poznań. De markt werd aangelegd in 1253 als marktplaats voor koop en verkoop van handelswaren. Met een grootte van circa 2 hectare is de markt de derde grootste van Polen, na die van Krakau en Wrocław. Tot aan de Tweede Wereldoorlog was de markt het economische en politieke middelpunt van de stad. Tijdens de oorlog werd de markt bijna volledig verwoest maar werd later wel heropgebouwd en is tegenwoordig een toeristische trekpleister. Het plein staat onder andere bekend om haar vele fonteinen en het Oude stadhuis van Poznań.

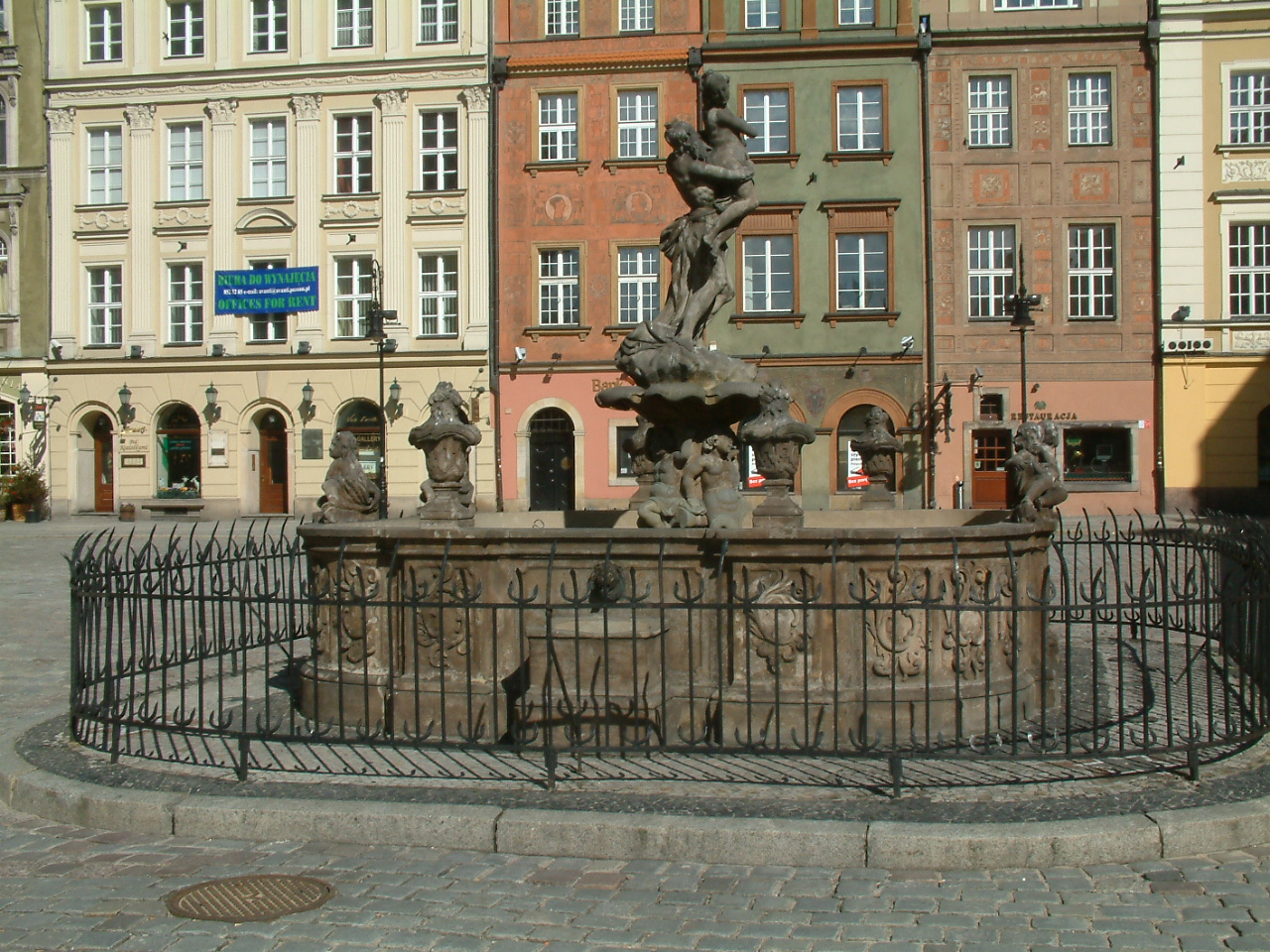
Proserpinafontein
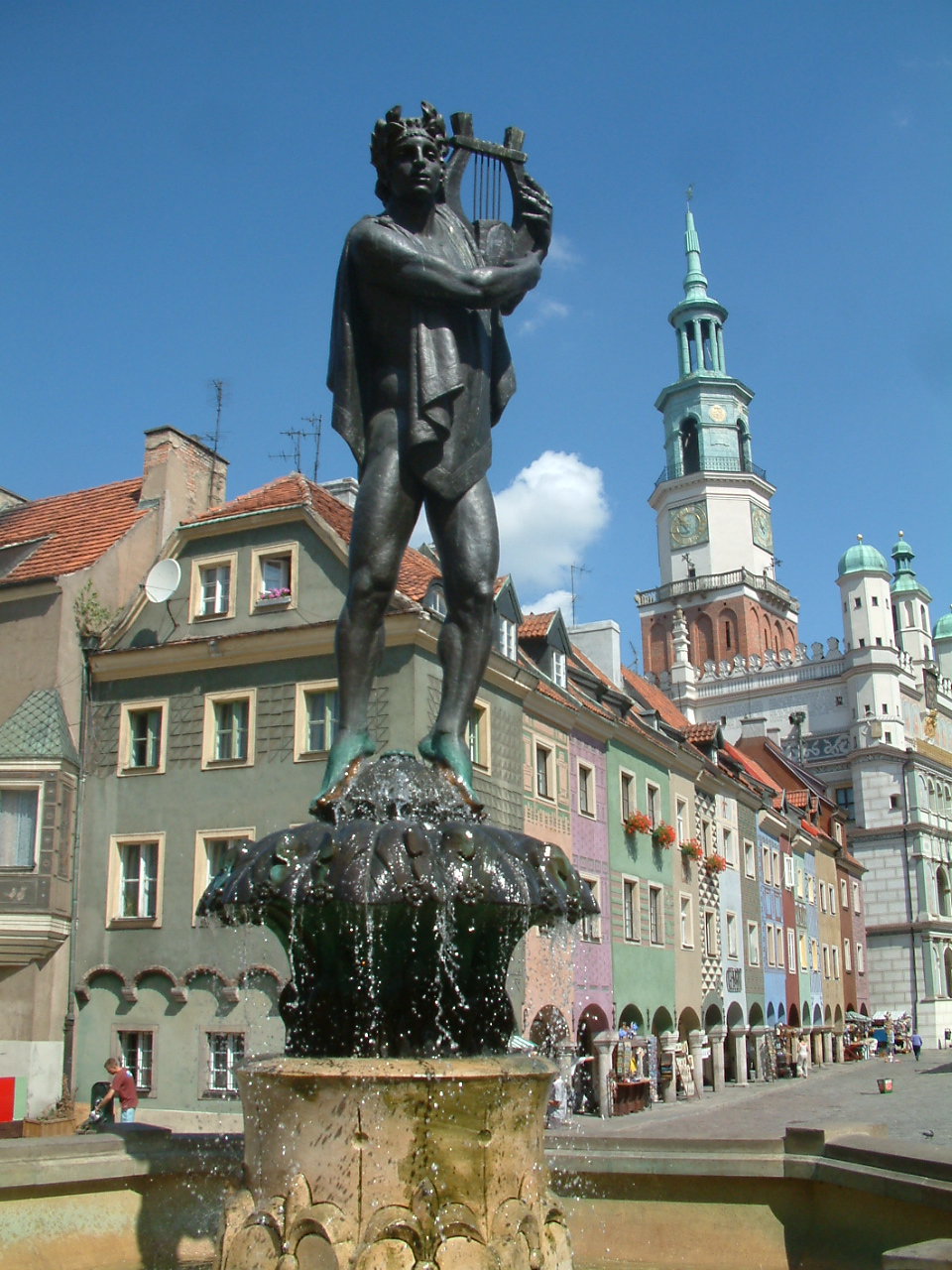
Apollofontein
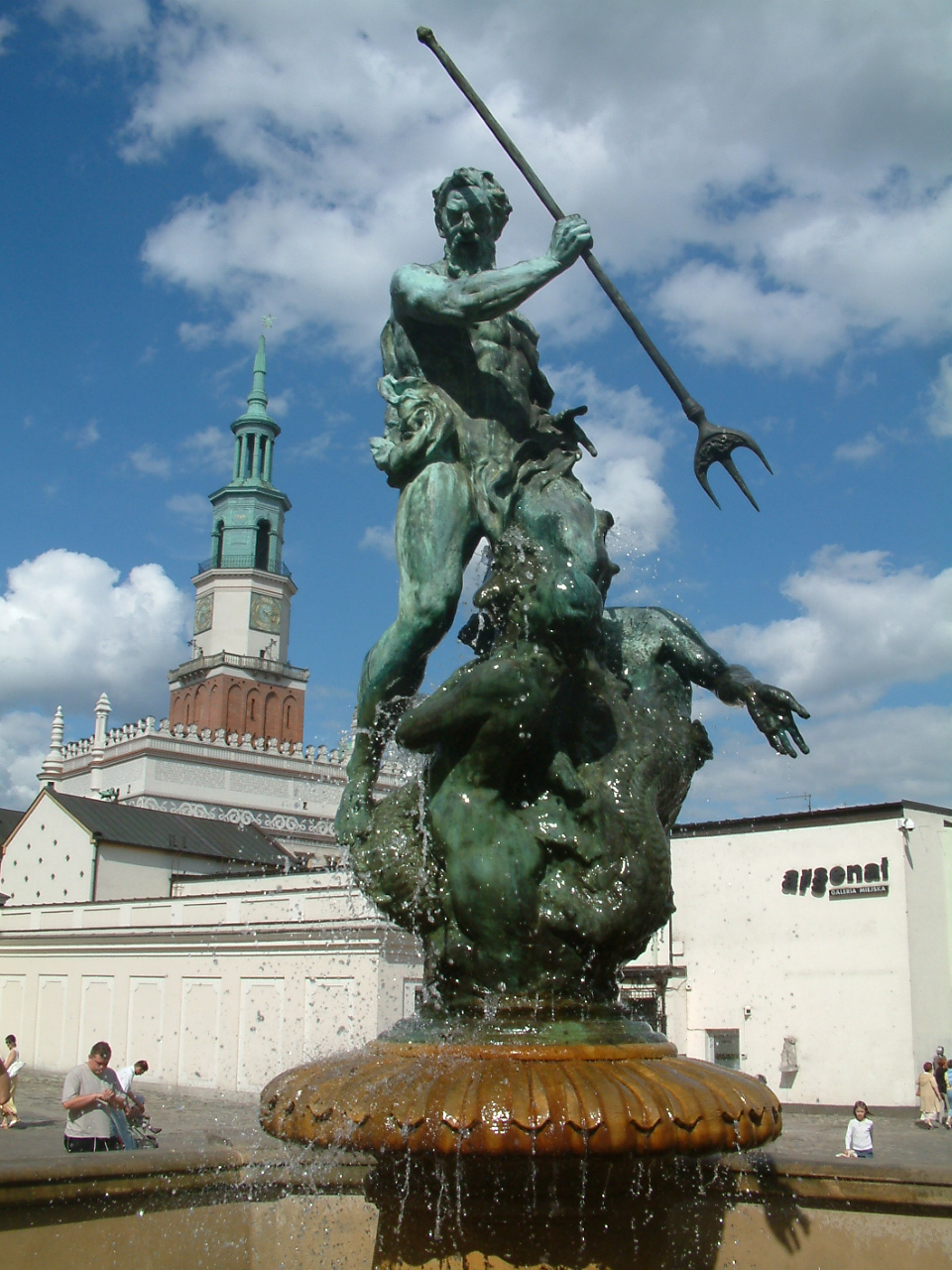
Neptunusfontein
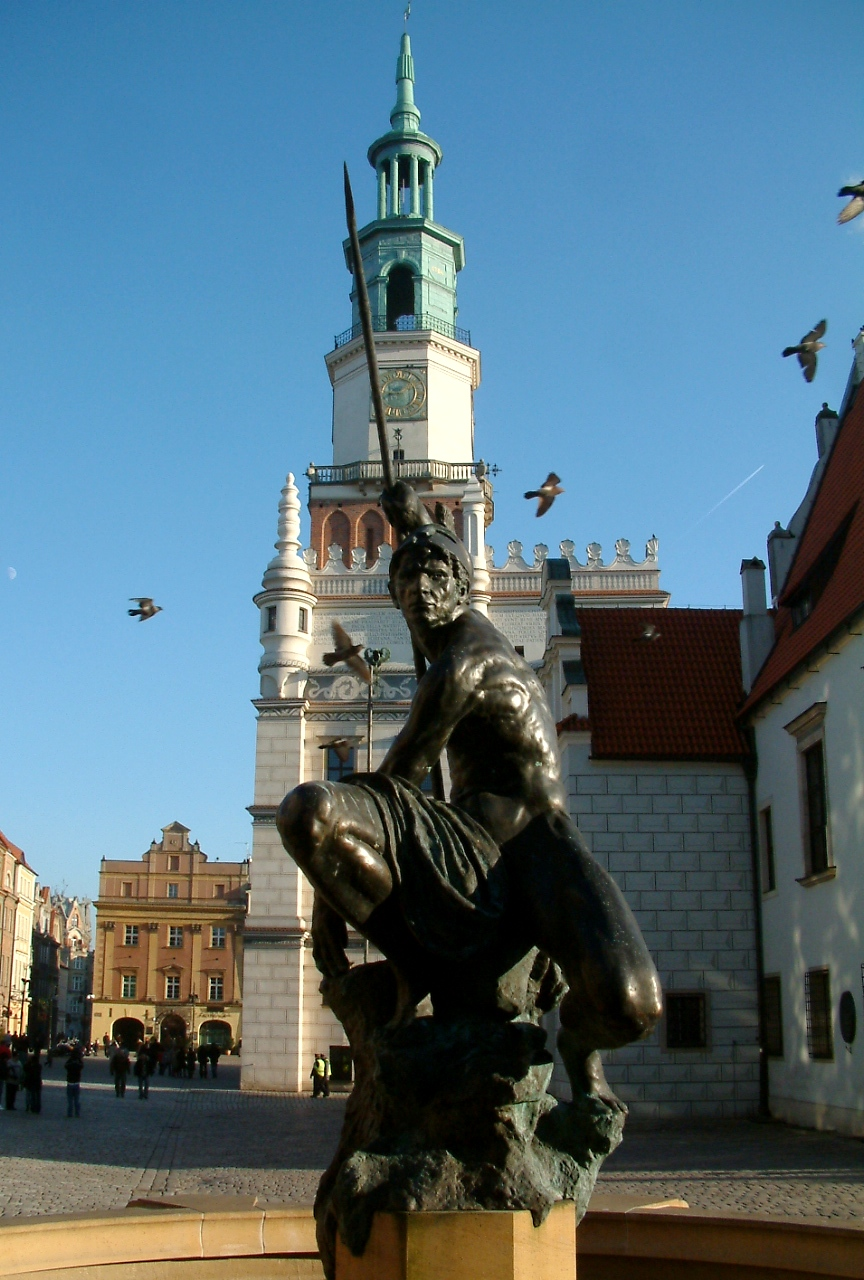
Marsfontein
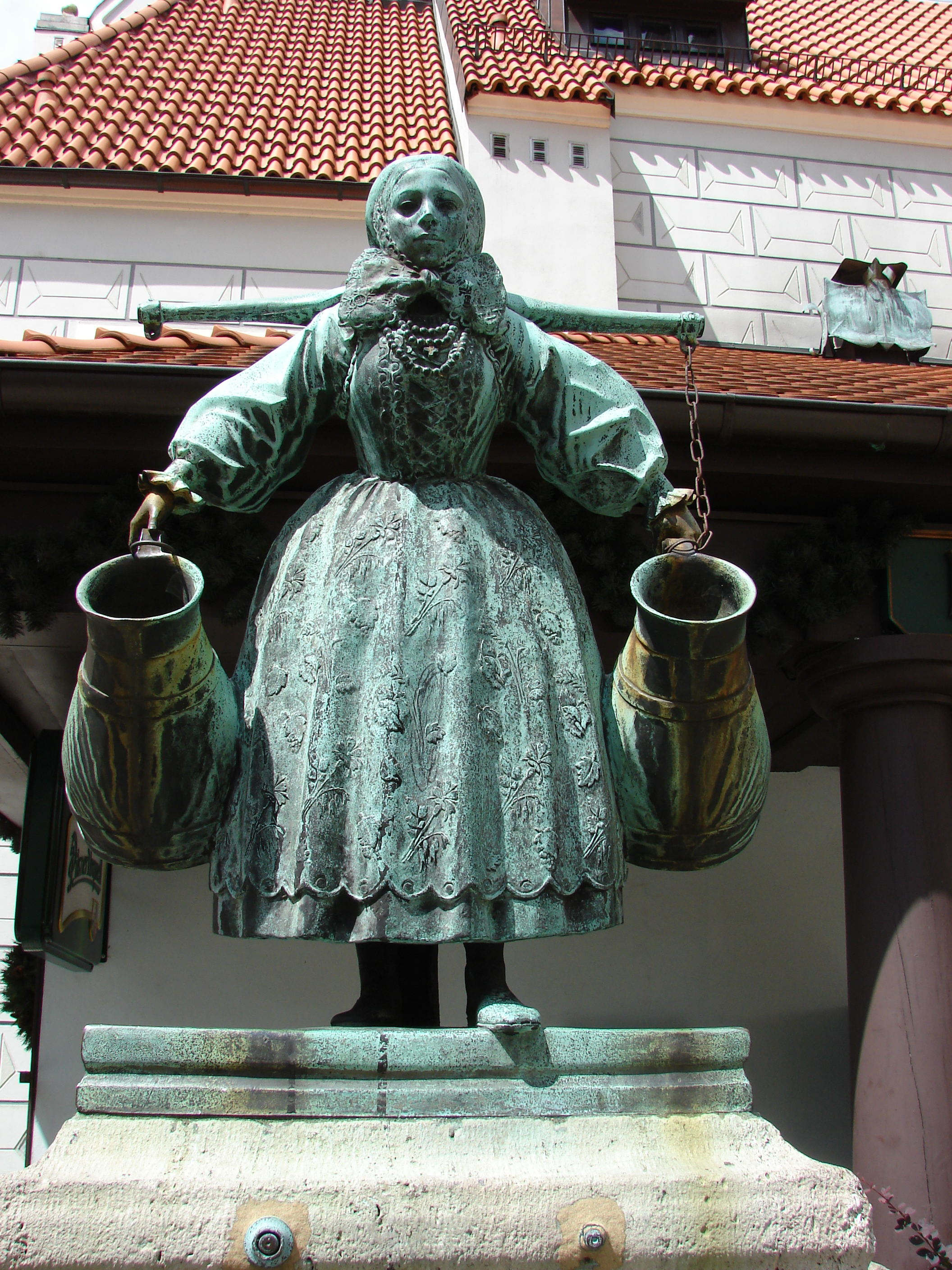
Bamberkafontein